# Instituto Maimónides de Casablanca
El Instituto Maimónides de Casablanca (en francés: Lyceé Maïmonide de Casablanca ) es un instituto asociado pero no gestionado directamente por la Agencia para la Educación Francesa en el Extranjero (AEFE).
La escuela secundaria está ubicada en el distrito de Ziraoui en la ciudad de Casablanca, Marruecos, frente a la escuela secundaria Lyautey. El Instituto Maimónides es la escuela secundaria israelita más grande de Marruecos y de África, en términos de superficie y en número de estudiantes judíos, seguido muy de cerca por la Escuela Normal Hebrea (École Normale Hebraïque).
Este instituto tiene todos los niveles desde el sexto grado hasta el último año. Cada clase tiene un promedio de 21 estudiantes. Muchos antiguos alumnos de esta escuela están presentes en todo el mundo, especialmente en las mayores comunidades judías de Canadá, Francia, Estados Unidos e Israel. Maimonides, es una escuela secundaria donde pueden coexistir los estudiantes de confesión judía y los estudiantes de religión musulmana. El director actual de la escuela desde el año 2000 es el judío Shimon Cohen de Francia. 
El nombre de la escuela secundaria Maimónides de Casablanca, proviene del nombre de Moshé ben Maimón (Maimónides), considerado como una de las figuras más importantes del judaísmo de todos los tiempos, hasta el punto de ser comparado en su epitafio con el profeta Moisés. Maimónides fue uno de los pocos pensadores del judaísmo medieval, cuya influencia brilló más allá de los círculos judíos.